# Generalkuppen i Alger
Generalkuppen i Alger (franska: Putsch d'Alger eller Coup d'État d'Alger) utspelade sig i staden Alger 21 april-25 april 1961, under Algerietrevolten, och syftar på händelsen när en grupp ledda av generaler i Frankrikes armé gjorde uppror mot Frankrike och dess president Charles de Gaulles planer på att gå med på de algeriska anspråken på självständighet från Frankrike.

## Bakgrund
Av Algeriets befolkning var omkring 800 000 invånare av fransk etnicitet av landets 8,5 miljoner invånare när FLN förklarade krig mot Frankrike i syfte att uppnå självständighet. Många av dessa fransmän var födda och uppvuxna i Algeriet, som administrativt utgjorde en del av Frankrike och inte en koloni. När Charles de Gaulle blev president 1958 hade kriget pågått i fyra år, och den tidigare generalen hade uppfattats som en garant för att Frankrike framgent stod för enhet mellan moderlandet och Algeriet. 1959 erkände han i stället Algeriets självbestämmanderätt, följt av en folkomröstning den 8 januari 1961, vars utfall blev majoritet för ett självbestämmande. 
I januari 1960 lät militären meddela att den möjligen skulle agera utan de Gaulles stöd, och den 24 januari 1960 utbröt en revolt som dock slogs ner. Den 11 april 1961 höll president de Gaulle ett tal, där han framförde varningar för kaos och misär om Algeriet fullständigt bröt banden med Frankrike, men att han skulle erkänna dessa krav om folket ändå önskade denna självständighet. För fransmännen i Algeriet innebar den förändrade politiken att de hamnade i minoritet, och deras röster minskade i betydelse vid framtida val.

## Förlopp
Den 21 april 1961 svarade militären på de Gaulles hållning. En grupp generaler, Maurice Challe, Edmond Jouhaud, och André Zeller, uppbackade av les paras (fallskärmsjägare och grupper ur Främlingslegionen), arresterade överbefälhavaren general Gambiez. Dagen därpå kom general Raoul Salan till deras hjälp från Spanien, och general Challe meddelade i radion att de hade gripit styret i syfte att behålla Algeriet för Frankrikes räkning, och att de som militärjunta skulle behålla makten. Samma dag intog generalerna även staden Oran. 
President de Gaulle utlyste undantagstillstånd i hela Frankrike, inbegripet Algeriet, och den 23 april tog han diktatorisk makt för att slå ner militärkuppen. I Paris spreds varningar för att militärkuppen skulle nå huvudstaden, troligen i form av luftanfall, och premiärminister Michel Debré uppmanade folket att inte göra motstånd om de mötte fallskärmsjägare. Som protest mot revolten strejkade 10 miljoner arbetare i Frankrike en timme den 24 april. Flera personer fängslades i Frankrike för konspiration, till exempel general Jacques Faure. Chefen för flygvapnet i Algeriet, general Michel Fourquet, övergav emellertid inte presidenten, liksom chefen för fallskärmsjägarna Jacques Massu. Denna lojalitet blev betydelsefull, men inte lika viktig för utvecklingen som att presidenten efter en stunds avvaktande, höll tal till nationerna den 23 april, vilket blev startskottet för att soldaterna i Algeriet slog ner les paras.
Den 25 april hade les paras slagits ned och fängslades under det att de sjöng Édith Piafs "Non, je ne regrette rien", medan generalerna Challe, Jouhaud, Zeller och Salan flydde från Algeriet. Samma dag hade general de Gaulle låtit provspränga en atombomb i Reggane i algeriska Sahara.

## Efterspel
General Challe infångades omedelbart; redan den 26 april fördes han till Frankrike för att ställas inför rätta. Den 27 april kunde överbefälhavaren återträda på sin post, men kuppen ledde till att hela armén omorganiserades, liksom statsförvaltningen och Främlingslegionen. De första domarna för delaktiga i kuppen kom i maj samma år, då Challe dömdes till 15 års fängelse. Generalerna Salan, Jouhaud och Gardy dömdes i sin frånvaro till döden den 11 juli för högförräderi. Sommaren samma år gick de ut med uppgiften att de hade bildat Organisation de l'armée secrète (OAS). Den 8 september 1961 och 22 augusti 1962 försökte OAS mörda president de Gaulle. Kuppen fick den omedelbara följden att det uppenbarades att de Gaulle tappat kontrollen över militären i kriget. Först den 20 september 1961 upphörde presidentens diktatoriska befogenheter och demokrati återinfördes.